# Eisenbahnunfall von Harmelen
Der Eisenbahnunfall von Harmelen vom 8. Januar 1962 war ein Frontalzusammenstoß zweier Züge und der schwerste Eisenbahnunfall in der Geschichte der Niederlande.  93 Menschen starben.

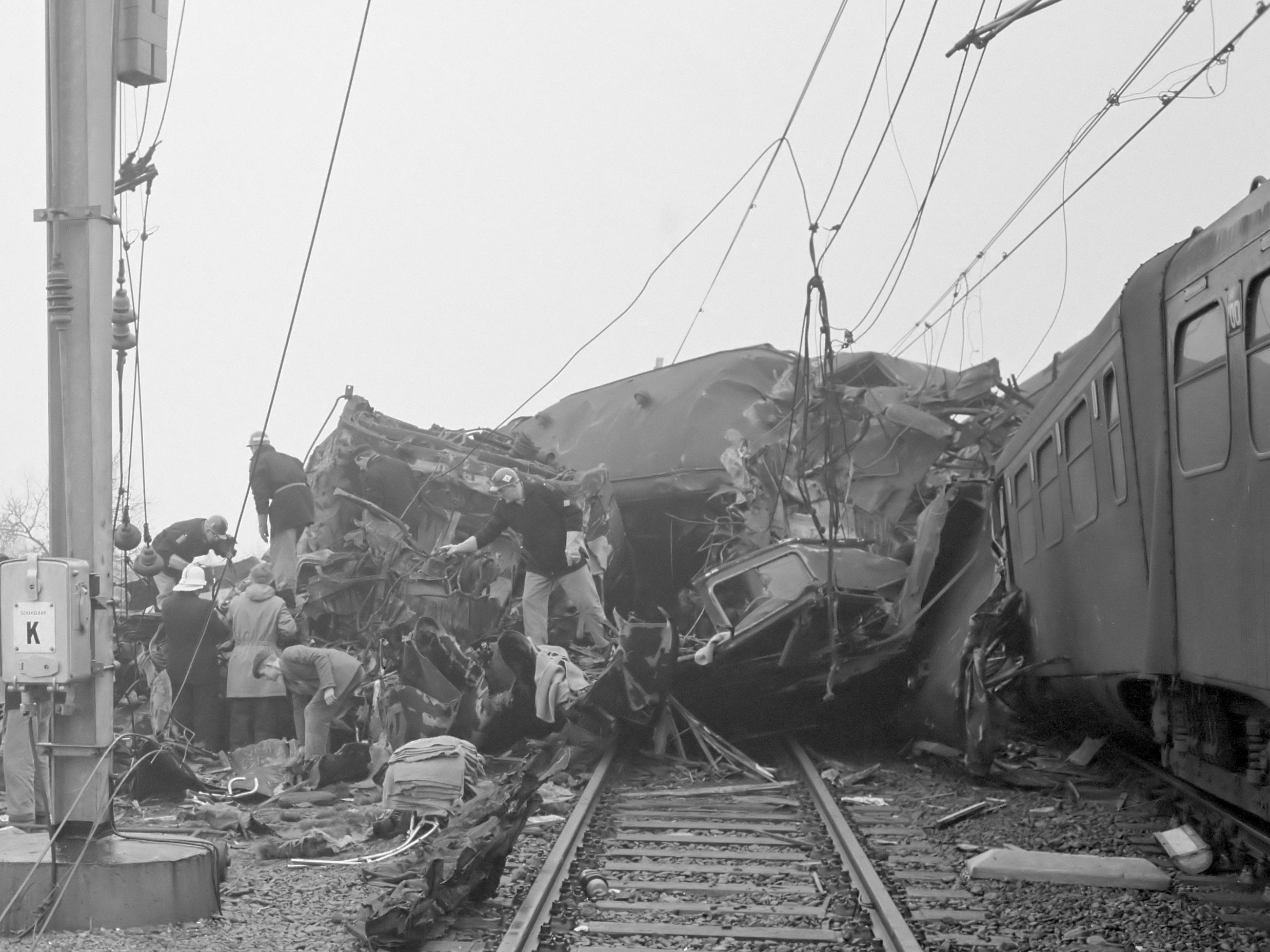
Unfallstelle

## Ausgangslage
In Harmelen zweigt von der Bahnstrecke Utrecht–Rotterdam eine Strecke nach Amsterdam ab. Dies geschah niveaugleich, so dass über Weichen das Gleis der Gegenrichtung gekreuzt werden musste.
An diesem Morgen herrschte Nebel. Kurz vor 9 Uhr 20 erreichte ein aus zwei Garnituren gebildeter Elektrotriebwagen, der von Rotterdam nach Amsterdam mit etwa 75 km/h unterwegs war, den Abzweig. Gegen Züge, die sich aus Richtung Utrecht näherten, war er durch ein „Halt“ zeigendes Signal gedeckt.

## Unfallhergang
Dem Abzweig näherte sich zur gleichen Zeit ein von einer Elektrolokomotive gezogener Schnellzug mit etwa 100 km/h. Dessen Lokomotivführer übersah – vermutlich wegen des Nebels – das „Halt erwarten“ zeigende Vorsignal, erst das „Halt“ zeigende Hauptsignal nahm er wahr. Die sofort eingeleitete Schnellbremsung konnte zwar die Geschwindigkeit noch etwas reduzieren, den Frontalzusammenstoß aber nicht mehr verhindern. In beiden Zügen zusammen befanden sich etwa 500 Reisende.

## Folgen

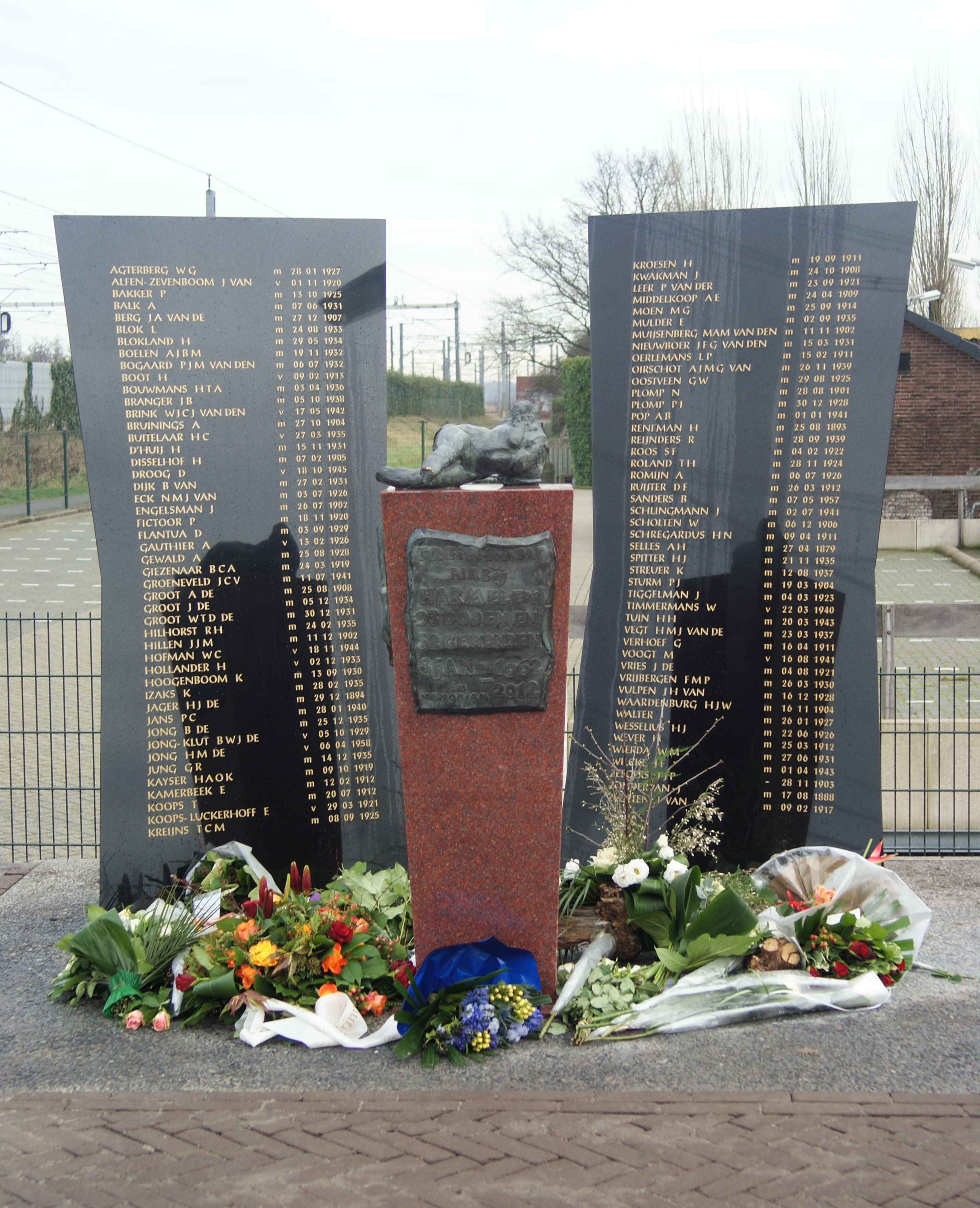
Gedenkstätte für die Opfer des Unfalls

Bei dem Frontalzusammenstoß wurden sechs Fahrzeuge des Triebwagens und drei Personenwagen des Schnellzuges zertrümmert. 93 Menschen starben, darunter auch beide Lokomotivführer, 54 wurden darüber hinaus verletzt.
Nach dem Unfall wurde bei den Nederlandse Spoorwegen beschleunigt ein automatisches Zugbeeinflussungssystem, das Automatische treinbeïnvloeding (ATB), installiert, das in solchen Situationen automatisch eine Zwangsbremsung auslöst. Die Abzweigung wurde später kreuzungsfrei mit einer Überführung der bisher kreuzenden Strecke umgebaut.
Am 8. Januar 2012 – 50 Jahre nach dem Unfall – wurde von Pieter van Vollenhoven, dem Gatten von Prinzessin Margriet von Oranien-Nassau, in Harmelen eine Gedenkstätte an die Opfer eingeweiht. Zwischen den zwei schwarzen Stelen, die die Namen der 93 Todesopfer tragen, öffnet sich der Blick auf die Unfallstelle über einen Torso, der die Opfer repräsentiert.